# Sågträsket (Värmdö socken, Uppland, 657400-166156)
Sågträsket är en sjö i Värmdö kommun i Uppland och ingår i Norrström-Tyresåns kustområde.